# Chilicola sardonyx
Chilicola sardonyx är en biart som beskrevs av Willis och Packer 2008. Chilicola sardonyx ingår i släktet Chilicola och familjen korttungebin. Inga underarter finns listade i Catalogue of Life.